# La Contea di Colbrino
La Contea di Colbrino è una serie a fumetti ideata e realizzata da Adriano Carnevali.

## Storia editoriale
La serie venne pubblicata dal 1975 al 1976 sul Corriere dei Ragazzi e comprende una trentina di episodi di 8 tavole ciascuno; si interruppe quando la testata cambiò in Corrier Boy modificando l'impostazione della rivista; verrà poi riproposta negli anni novanta sul Corriere dei Piccoli in una versione semplificata, adattata al target più infantile della testata. La serie costituisce una saga di genere umoristico-satirica ambientata nel Rinascimento. Colbrino è un immaginario piccolo borgo dell'Italia centrale governato dal conte (poi duca) Guidoaldo, desideroso di giungere a rivaleggiare con le grandi signorie italiane; il protagonista è ser Temistio, un letterato di corte costretto controvoglia a eseguire gli ordini dello spregiudicato e cinico Guidoaldo, affrontando avventure di ogni genere. L'ambientazione è storica ma con elementi fantastici e incursioni in epoche precedenti. La serie è ricca di riferimenti storici e letterari, cosa non comune per un fumetto umoristico degli anni settanta: vi agiscono numerosi personaggi del Rinascimento, tra i quali soprattutto Leonardo da Vinci. La serie risultò fra le preferite dai lettori della testata ottenendo l'approvazione di autori come Tiziano Sclavi, che giudicò la serie il fumetto umoristico più divertente del periodo, e Grazia Nidasio, che realizzò un episodio della serie Valentina Mela Verde nel quale "La Contea di Colbrino" veniva citata come uno dei fumetti preferiti dalla protagonista.